# 2046 (фільм)
«2046» — фантастична мелодрама гонконгського режисера Вонга Карвая.

## Сюжет
Фільм є своєрідним продовження історії Чоу Мо-Вана — головного героя попередньої стрічки Карвая, «Любовний настрій». Чоу повертається до Гонконгу після декількох років, проведених у Сінгапурі. Він поселяється в дешевий готель, де спочатку хоче найняти кімнату 2046, оскільки цей номер нагадує йому про минуле, але це виявляється неможливим, тож Чоу селиться в сусідній номер, 2047. Більша частина фільму розповідає про стосунки Чоу з мешканцями номера 2046.
Чоу, що працював раніше журналістом, тепер в Гонконзі заробляє на життя письменницькою працею. За прототипів героїв своїх книг, в яких бульварна еротика поєднується з фантастикою, він використовує людей з реального життя: власника готелю, різних жінок, постояльців номера 2046. У книгах Чоу описує фантастичне майбутнє, в якому через всю Землю тягнеться велетенська транспортна мережа, якою можна переміщатися в будь-яке місце і час. Рік 2046 вирізняється як особливий час, потрапивши в який людина сподівається знайти втрачене. Вставки з фантастичного світу книг Чоу у фільмі перемежовуються зі сценами з реального життя та спогадами самого героя.

## Цікаві факти
- Коментарі режисера:

«2046» — це епілог любовної історії, яка вже закінчилася. І якщо у фільмі герой приходить до висновку, що йому потрібно йти вперед — це дуже позитивно.

- За Спільною китайсько-британською декларацією (Sino-British Joint Declaration) 1984 року, Гонконг, де відбуваються події фільму й де сам Вонг Карвай провів більшу частину життя, з 1 липня 1997 року ставав спеціальним адміністративним районом КНР, а його громадянам гарантувалося збереження всіх їх основних прав і свобод строком на подальші 50 років. Таким чином, 2046 рік — останній рік «вільного життя» Гонконгу.

## У ролях
- Тоні Люн
- Гун Лі
- Такуя Кімура
- Ван Фей
- Чжан Цзиі — Бай Лін
- Меггі Чун

## Знімальна група
- Режисер — Вонг Карвай
- Продюсер — Вонг Карвай
- Сценарій — Вонг Карвай
- Оператор — Крістофер Дойл
- Композитор — Сігеру Умебаясі